# Snoeperdepoep
Snoeperdepoep is het 61e stripalbum uit de stripreeks van De avonturen van Urbanus en verscheen als stripalbum in België. Het stripverhaal kwam van de hand van Willy Linthout.
In "Snoeperdepoep" opent Urbanus zijn eigen snoepwinkel. Maar door een paar misverstanden komen nonkel Fillemon en bakker Adolf in het zothuis terecht. Dan ontsnappen ze met Birdbrain en willen wraak nemen op Urbanus. Dan ontvoeren ze Cesar en kappen zijn ledematen en geslachtsdelen af en laten hem vrij voor 200 miljoen.